# PRIDE & HONOR 2006

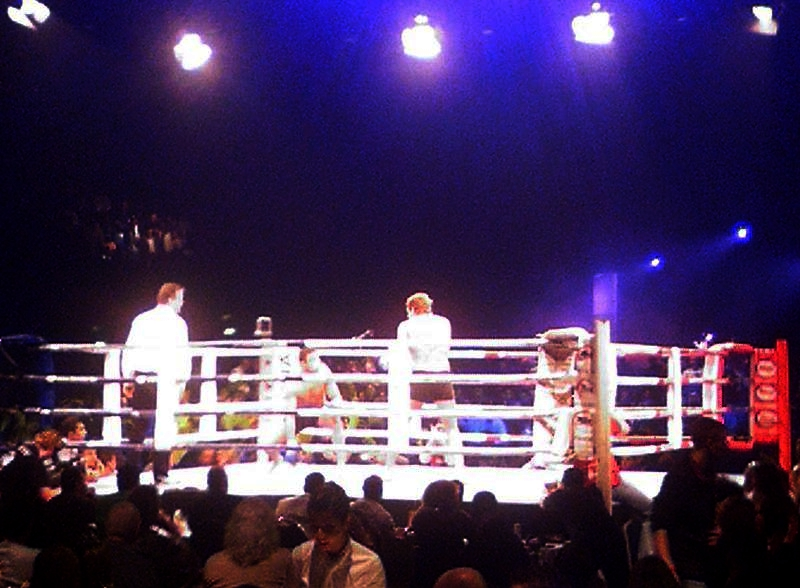
Alexander Emelianenko (r) in gevecht met Fabricio Werdum tijdens PRIDE & HONOR 2006

PRIDE & HONOR 2006 was een vechtsportevenement dat werd gehouden op 12 november 2006 in de Ahoy' te Rotterdam, Nederland. Het evenement werd georganiseerd door Too hot to handle (2H2H) in samenwerking met PRIDE Fighting Championships. Bijna zeven uur lang streden vechters van over de gehele wereld tegen elkaar.

## Programma

### Voorprogramma
| Milco Voorn    | vs | Jessie Gibs |
| Thiago Tavares | vs | Ulas Aslan  |
| Anil Dunbar    | vs | TBA         |

### Hoofdprogramma 1
| Germaine de Randamie | vs | Joanna Enerowicz |
| Murad Chunkaev       | vs | Michael Knaap    |
| Alviar Lima          | vs | Marco Pique      |
| Samir Bennazzouzz    | vs | Ashwin Balrak    |
| Dave Dalgliesh       | vs | Lukasz Jurkowski |
| Barrington Patterson | vs | Henk Kuipers     |
| Gilbert Yvel         | vs | Rodney Faverus   |

### Hoofdprogramma 2
| Jon Olav Einemo       | vs | James Thompson  |
| Murat Direkci         | vs | Ray Staring     |
| Brian Lo An Joe       | vs | Oktay Karatas   |
| Faldir Chabari        | vs | Ali Gunyar      |
| Alexander Emelianenko | vs | Fabricio Werdum |
| Joerie Mes            | vs | Tyrone Spong    |